# Thai Women’s League 2023
Die Thai Women’s League 2023 (thailändisch ไทยวีเมนส์ลีก ฤดูกาล 2566) war die neunte Spielzeit der höchsten thailändischen Frauenfußballliga seit ihrer Gründung im Jahr 2008. Organisiert wurde die Liga vom thailändischen Fußballverband. An dem Wettbewerb nahmen zehn Mannschaften teil. Die Saison begann am 4. März 2023 und endete am 29. Juli 2023. Titelverteidiger war BG College of Asian Scholars.

## Mannschaften
| Mannschaft                   | Standort            | Stadion                                                         |
| ---------------------------- | ------------------- | --------------------------------------------------------------- |
| Bangkok WFC                  | Bangkok, Min Buri   | 72nd Anniversary Stadium (Min Buri)                             |
| Bangkok Sports School        | Bangkok, Thung Khru | 72nd Anniversary Stadium (Bang Mod)                             |
| Chonburi WFC                 | Chonburi            | Chonburi FC Football Training Ground                            |
| BG College of Asian Scholars | Khon Kaen           | Unif Park                                                       |
| Khon Kaen Sports School      | Khon Kaen           | Stadium of Khon Kaen Sports School                              |
| Kasem Bundit University FC   | Bangkok, Min Buri   | Kasem Bundit University Stadium                                 |
| MH Nakhon Si FC              | Nakhon Si Thammarat | Nakhon Si Thammarat Sport School Stadium                        |
| Surin Hinkhon United         | Surin               | Khok Takhian Stadium                                            |
| Chonburi Sports School       | Chonburi            | Stadium of Thailand National Sports University, Chonburi Campus |
| BRU Burirat Academy          | Buriram             | Buriram Rajabhat University Central Stadium                     |

## Tabelle
Stand: Saisonende 2023
| Pl. | Verein                       | Sp. | S  | U | N  | Tore    | Diff. | Punkte |
| --- | ---------------------------- | --- | -- | - | -- | ------- | ----- | ------ |
| 1.  | Bangkok WFC                  | 18  | 17 | 0 | 1  | 092:110 | +81   | 51     |
| 2.  | Chonburi WFC                 | 18  | 15 | 1 | 2  | 076:120 | +64   | 46     |
| 3.  | BG College of Asian Scholars | 18  | 15 | 1 | 2  | 106:700 | +99   | 46     |
| 4.  | Khon Kaen Sports School      | 18  | 10 | 0 | 8  | 025:400 | −15   | 30     |
| 5.  | Kasem Bundit University FC   | 18  | 8  | 2 | 8  | 027:350 | −8    | 26     |
| 6.  | MH Nakhon Si FC              | 18  | 6  | 2 | 10 | 020:510 | −31   | 20     |
| 7.  | Surin Hinkhon United         | 18  | 5  | 1 | 12 | 015:650 | −50   | 16     |
| 8.  | Chonburi Sports School       | 18  | 4  | 0 | 14 | 012:670 | −55   | 12     |
| 9.  | BRU Burirat Academy          | 18  | 3  | 1 | 14 | 019:630 | −44   | 10     |
| 10. | Bangkok Sports School        | 18  | 2  | 2 | 14 | 016:570 | −41   | 08     |

| Zum Saisonende 2023: |
| Thailändischer Meister und Teilnahme an der AFC Women’s Champions League Relegationsspiele Abstieg in die Thai Women's League 2 |

## Ergebnisse
| Datum        |                              | Ergebnis |                        |
| ------------ | ---------------------------- | -------- | ---------------------- |
| 1. Spieltag  |                              |          |                        |
| 4. März 2023 | BG College of Asian Scholars | 7:0      | MH Nakhon Si FC        |
| 4. März 2023 | Chonburi WFC                 | 2:3      | Bangkok WFC            |
| 4. März 2023 | Khon Kaen Sports School      | 3:2      | BRU Burirat Academy    |
| 4. März 2023 | Surin Hinkhon United         | 1:0      | Bangkok Sports School  |
| 6. März 2023 | Kasem Bundit University FC   | 1:0      | Chonburi Sports School |

| Datum         |                        | Ergebnis |                              |
| ------------- | ---------------------- | -------- | ---------------------------- |
| 2. Spieltag   |                        |          |                              |
| 11. März 2023 | MH Nakhon Si FC        | 3:2      | Khon Kaen Sports School      |
| 11. März 2023 | BRU Burirat Academy    | 0:2      | BG College of Asian Scholars |
| 11. März 2023 | Bangkok WFC            | 5:0      | Surin Hinkhon United         |
| 11. März 2023 | Bangkok Sports School  | 1:1      | Kasem Bundit University FC   |
| 12. März 2023 | Chonburi Sports School | 0:5      | Chonburi WFC                 |

| Datum         |                            | Ergebnis |                              |
| ------------- | -------------------------- | -------- | ---------------------------- |
| 3. Spieltag   |                            |          |                              |
| 18. März 2023 | Chonburi WFC               | 1:0      | MH Nakhon Si FC              |
| 18. März 2023 | Bangkok Sports School      | 2:0      | Chonburi Sports School       |
| 18. März 2023 | Bangkok WFC                | 9:0      | BRU Burirat Academy          |
| 18. März 2023 | Surin Hinkhon United       | 1:4      | Khon Kaen Sports School      |
| 18. März 2023 | Kasem Bundit University FC | 1:2      | BG College of Asian Scholars |

| Datum         |                              | Ergebnis |                            |
| ------------- | ---------------------------- | -------- | -------------------------- |
| 4. Spieltag   |                              |          |                            |
| 22. März 2023 | BG College of Asian Scholars | 17:0     | Surin Hinkhon United       |
| 22. März 2023 | Chonburi Sports School       | 0:7      | Bangkok WFC                |
| 22. März 2023 | BRU Burirat Academy          | 1:2      | Kasem Bundit University FC |
| 22. März 2023 | MH Nakhon Si FC              | 1:0      | Bangkok Sports School      |
| 22. März 2023 | Khon Kaen Sports School      | 0:4      | Chonburi WFC               |

| Datum         |                        | Ergebnis |                              |
| ------------- | ---------------------- | -------- | ---------------------------- |
| 5. Spieltag   |                        |          |                              |
| 25. März 2023 | Chonburi Sports School | 0:5      | MH Nakhon Si FC              |
| 26. März 2023 | Bangkok Sports School  | 3:1      | BRU Burirat Academy          |
| 26. März 2023 | Surin Hinkhon United   | 0:0      | Kasem Bundit University FC   |
| 26. März 2023 | Chonburi WFC           | 1:0      | BG College of Asian Scholars |
| 26. März 2023 | Bangkok WFC            | 4:0      | Khon Kaen Sports School      |

| Datum          |                              | Ergebnis |                         |
| -------------- | ---------------------------- | -------- | ----------------------- |
| 6. Spieltag    |                              |          |                         |
| 8. April 2023  | BRU Burirat Academy          | 2:2      | MH Nakhon Si FC         |
| 19. April 2023 | BG College of Asian Scholars | 6:1      | Khon Kaen Sports School |
| 19. April 2023 | Bangkok WFC                  | 5:0      | Bangkok Sports School   |
| 19. April 2023 | Kasem Bundit University FC   | 0:5      | Chonburi WFC            |
| 19. April 2023 | Surin Hinkhon United         | 4:2      | Chonburi Sports School  |

| Datum          |                         | Ergebnis |                              |
| -------------- | ----------------------- | -------- | ---------------------------- |
| 7. Spieltag    |                         |          |                              |
| 23. April 2023 | Khon Kaen Sports School | 1:0      | Kasem Bundit University FC   |
| 23. April 2023 | Chonburi WFC            | 5:0      | Surin Hinkhon United         |
| 23. April 2023 | MH Nakhon Si FC         | 1:4      | Bangkok WFC                  |
| 23. April 2023 | Chonburi Sports School  | 3:2      | BRU Burirat Academy          |
| 24. April 2023 | Bangkok Sports School   | 1:5      | BG College of Asian Scholars |

| Datum        |                              | Ergebnis |                        |
| ------------ | ---------------------------- | -------- | ---------------------- |
| 8. Spieltag  |                              |          |                        |
| 20. Mai 2023 | Surin Hinkhon United         | 3:0      | MH Nakhon Si FC        |
| 20. Mai 2023 | Chonburi WFC                 | 8:1      | BRU Burirat Academy    |
| 20. Mai 2023 | BG College of Asian Scholars | 12:0     | Chonburi Sports School |
| 20. Mai 2023 | Khon Kaen Sports School      | 1:0      | Bangkok Sports School  |
| 20. Mai 2023 | Kasem Bundit University FC   | 0:5      | Bangkok WFC            |

| Datum        |                        | Ergebnis |                              |
| ------------ | ---------------------- | -------- | ---------------------------- |
| 9. Spieltag  |                        |          |                              |
| 27. Mai 2023 | Chonburi Sports School | 0:1      | Khon Kaen Sports School      |
| 27. Mai 2023 | MH Nakhon Si FC        | 1:0      | Kasem Bundit University FC   |
| 27. Mai 2023 | Surin Hinkhon United   | 2:0      | BRU Burirat Academy          |
| 27. Mai 2023 | Bangkok Sports School  | 0:6      | Chonburi WFC                 |
| 27. Mai 2023 | Bangkok WFC            | 0:2      | BG College of Asian Scholars |

| Datum         |                              | Ergebnis |                        |
| ------------- | ---------------------------- | -------- | ---------------------- |
| 10. Spieltag  |                              |          |                        |
| 14. Juni 2023 | Khon Kaen Sports School      | 3:1      | Chonburi Sports School |
| 14. Juni 2023 | Kasem Bundit University FC   | 3:0      | MH Nakhon Si FC        |
| 14. Juni 2023 | BRU Burirat Academy          | 1:0      | Surin Hinkhon United   |
| 14. Juni 2023 | Chonburi WFC                 | 7:1      | Bangkok Sports School  |
| 14. Juni 2023 | BG College of Asian Scholars | 1:2      | Bangkok WFC            |

| Datum         |                        | Ergebnis |                              |
| ------------- | ---------------------- | -------- | ---------------------------- |
| 11. Spieltag  |                        |          |                              |
| 17. Juni 2023 | Bangkok Sports School  | 1:2      | Khon Kaen Sports School      |
| 18. Juni 2023 | MH Nakhon Si FC        | 2:1      | Surin Hinkhon United         |
| 18. Juni 2023 | BRU Burirat Academy    | 2:6      | Chonburi WFC                 |
| 18. Juni 2023 | Chonburi Sports School | 0:6      | BG College of Asian Scholars |
| 18. Juni 2023 | Bangkok WFC            | 6:1      | Kasem Bundit University FC   |

| Datum         |                              | Ergebnis |                         |
| ------------- | ---------------------------- | -------- | ----------------------- |
| 12. Spieltag  |                              |          |                         |
| 24. Juni 2023 | BG College of Asian Scholars | 4:0      | Bangkok Sports School   |
| 24. Juni 2023 | Kasem Bundit University FC   | 1:0      | Khon Kaen Sports School |
| 24. Juni 2023 | Surin Hinkhon United         | 0:5      | Chonburi WFC            |
| 24. Juni 2023 | Bangkok WFC                  | 5:0      | MH Nakhon Si FC         |
| 24. Juni 2023 | BRU Burirat Academy          | 1:2      | Chonburi Sports School  |

| Datum        |                         | Ergebnis |                              |
| ------------ | ----------------------- | -------- | ---------------------------- |
| 13. Spieltag |                         |          |                              |
| 1. Juli 2023 | Khon Kaen Sports School | 0:9      | BG College of Asian Scholars |
| 1. Juli 2023 | Chonburi WFC            | 5:0      | Kasem Bundit University FC   |
| 1. Juli 2023 | Chonburi Sports School  | 1:0      | Surin Hinkhon United         |
| 1. Juli 2023 | MH Nakhon Si FC         | 0:2      | BRU Burirat Academy          |
| 1. Juli 2023 | Bangkok Sports School   | 1:11     | Bangkok WFC                  |

| Datum        |                              | Ergebnis |                        |
| ------------ | ---------------------------- | -------- | ---------------------- |
| 14. Spieltag |                              |          |                        |
| 5. Juli 2023 | BRU Burirat Academy          | 3:1      | Bangkok Sports School  |
| 5. Juli 2023 | Kasem Bundit University FC   | 2:0      | Surin Hinkhon United   |
| 5. Juli 2023 | MH Nakhon Si FC              | 2:1      | Chonburi Sports School |
| 5. Juli 2023 | BG College of Asian Scholars | 0:0      | Chonburi WFC           |
| 5. Juli 2023 | Khon Kaen Sports School      | 0:3      | Bangkok WFC            |

| Datum        |                            | Ergebnis |                              |
| ------------ | -------------------------- | -------- | ---------------------------- |
| 15. Spieltag |                            |          |                              |
| 8. Juli 2023 | Bangkok Sports School      | 1:1      | MH Nakhon Si FC              |
| 9. Juli 2023 | Surin Hinkhon United       | 0:12     | BG College of Asian Scholars |
| 9. Jul 2023  | Bangkok WFC                | 6:0      | Chonburi Sports School       |
| 9. Jul 2023  | Kasem Bundit University FC | 6:0      | BRU Burirat Academy          |
| 9. Jul 2023  | Chonburi WFC               | 3:0      | Khon Kaen Sports School      |

| Datum         |                              | Ergebnis |                            |
| ------------- | ---------------------------- | -------- | -------------------------- |
| 16. Spieltag  |                              |          |                            |
| 15. Juli 2023 | Khon Kaen Sports School      | 1:0      | Surin Hinkhon United       |
| 15. Juli 2023 | Chonburi Sports School       | 2:1      | Bangkok Sports School      |
| 15. Juli 2023 | MH Nakhon Si FC              | 1:6      | Chonburi WFC               |
| 15. Juli 2023 | BRU Burirat Academy          | 0:6      | Bangkok WFC                |
| 15. Juli 2023 | BG College of Asian Scholars | 6:1      | Kasem Bundit University FC |

| Datum         |                              | Ergebnis |                        |
| ------------- | ---------------------------- | -------- | ---------------------- |
| 17. Spieltag  |                              |          |                        |
| 28. Juni 2023 | Chonburi WFC                 | 5:0      | Chonburi Sports School |
| 19. Juli 2023 | Khon Kaen Sports School      | 4:1      | MH Nakhon Si FC        |
| 22. Juli 2023 | BG College of Asian Scholars | 6:0      | BRU Burirat Academy    |
| 22. Juli 2023 | Surin Hinkhon United         | 1:7      | Bangkok WFC            |
| 22. Juli 2023 | Kasem Bundit University FC   | 4:2      | Bangkok Sports School  |

| Datum         |                        | Ergebnis |                              |
| ------------- | ---------------------- | -------- | ---------------------------- |
| 18. Spieltag  |                        |          |                              |
| 12. Juli 2023 | BRU Burirat Academy    | 1:2      | Khon Kaen Sports School      |
| 18. Juli 2023 | MH Nakhon Si FC        | 0:9      | BG College of Asian Scholars |
| 29. Juli 2023 | Bangkok WFC            | 4:2      | Chonburi WFC                 |
| 29. Juli 2023 | Chonburi Sports School | 0:4      | Kasem Bundit University FC   |
| 29. Juli 2023 | Bangkok Sports School  | 1:2      | Surin Hinkhon United         |